# Banteay Samré
Banteay Samré (kmerski za "Utvrda Samrea") je kmerski hram u Angkoru, Kambodža. Izgradio ga je kralj Suryavarman II. početkom 12. stoljeća kao hinduistički hram posvećen drevnom indokineskom narodu Samre (tzv. "Narod krušaka").
Hram se nalazi 500 m istočno od sela Pradak koje je smješteno u isušenom Istočnom Barayu (kmerskom vještačkom bazenu), a u kojemu oduvijek živi narod Samre. Po svojim odlikama, Banteay Samré je najsličniji hramu Prasat Hin Phimai u Tajlandu i obližnjem malom hramu Thommanonu u Angkor Thomu. Oba hrama su klasični primjeri arhitekture stila Angkor Wata, osobito po krovovima u obliku pupoljaka. Izvana ima galeriju (83 x 77 m) s raskošnim bareljefima na monumantalnim portalima (gopura), a unutra zid (44 x 38 m) s četiri bareljefima ukrašena portala. Dvorište ima dvije "knjižnice" s obje strane središnje zgrade iza koje glavna staza vodi do predvorja (mandapa) s budističkim skulpturama i središnjim tornjem (prasat). Banteay Samré ima dominantne hinduističke ukrase s raskošnim središnjim tornjem, ali i bareljefe s udističkim prizorima. Francuski arhitekt i znanstvenik koji je bio na čelu njegove obnove od 1936. – 45. godine, Maurice Glaize, izjavio je:
Od 1992. godine, Banteay Samré je, kao dio Angkora, na popisu svjetske baštine UNESCO-a.
- ulaz u hram
- Dvorište u hramu
- Unutarnje dvorište hrama
- Između svetišta
- Dovratnici u hramu